# ميلكو بوبوتسوف
ميلكو بوبوتسوف (بالبلغارية: Милко Георгиев Бобоцов)‏ (ولد في 30 أكتوبر 1931 – ومات في 3 أبريل 2000) كان لاعب شطرنج بلغاري، حمل لقب أستاذ كبير.

## الإنجازات
- وهو أول بلغاري يحصل على لقب أستاذ كبير حيث حصل عليه عام 1961.
- فاز ببطولة بلغاريا للشطرنج عام 1958.
- تزوج بالأستاذة الكبيرة أنتونيا إيفانوفا.

## روابط خارجية
- ميلكو بوبوتسوف على موقع مباريات الشطرنج (الإنجليزية)
- ميلكو بوبوتسوف على موقع 365Chess.com (الإنجليزية)
- ميلكو بوبوتسوف على موقع Chesstempo.com (الإنجليزية)
- ميلكو بوبوتسوف سجل أولمبياد الشطرنج على موقع OlimpBase.org (الإنجليزية)